# Kamov Ka-226
El Kamov Ka-226 Sergei (designación OTAN: Hoodlum-C) es un pequeño helicóptero utilitario bimotor ruso diseñado por Kamov. Deriva del Kamov Ka-26 ("Hoodlum-A") y se caracteriza por tener dos turbinas en lugar de motores de pistón, y un contenedor de misión intercambiable, en lugar de una cabina convencional. El Ka-226 entró en servicio en 2002.

## Desarrollo
Fue anunciado por primera vez en 1990 como una versión con motores de turbina del exitoso Kamov Ka-26. Originalmente fue desarrollado para satisfacer los requerimientos del ministerio de emergencias ruso. Realizó su primer vuelo el 4 de septiembre de 1997 y consiguió la certificación en las categorías de transporte rusas AP-29 'A' y 'B' el 31 de octubre de 2003. Recibió el nombre "Sergei" por parte de la compañía.

## Diseño

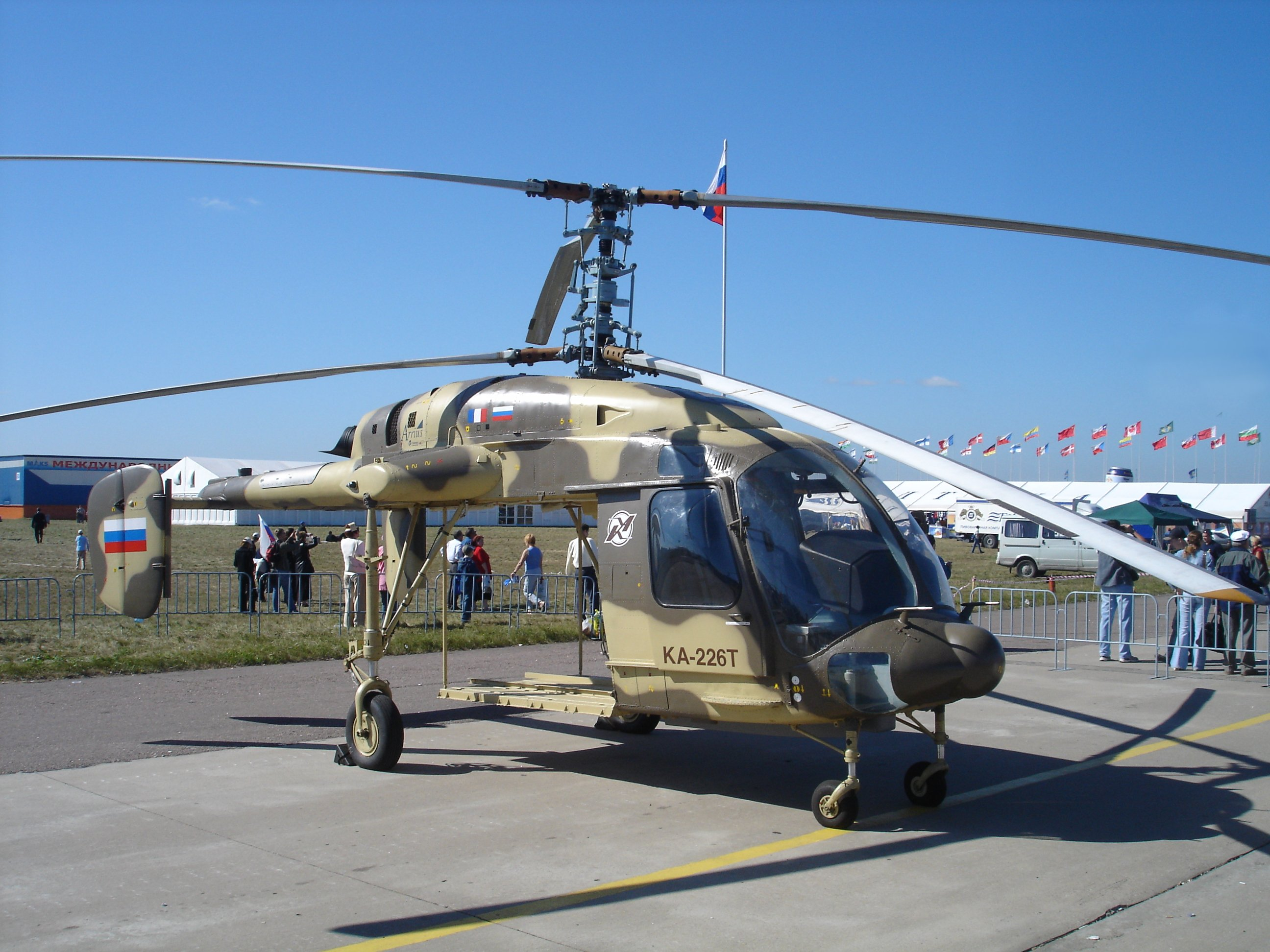
Ka-226T sin contenedor de misión en el MAKS de 2005.

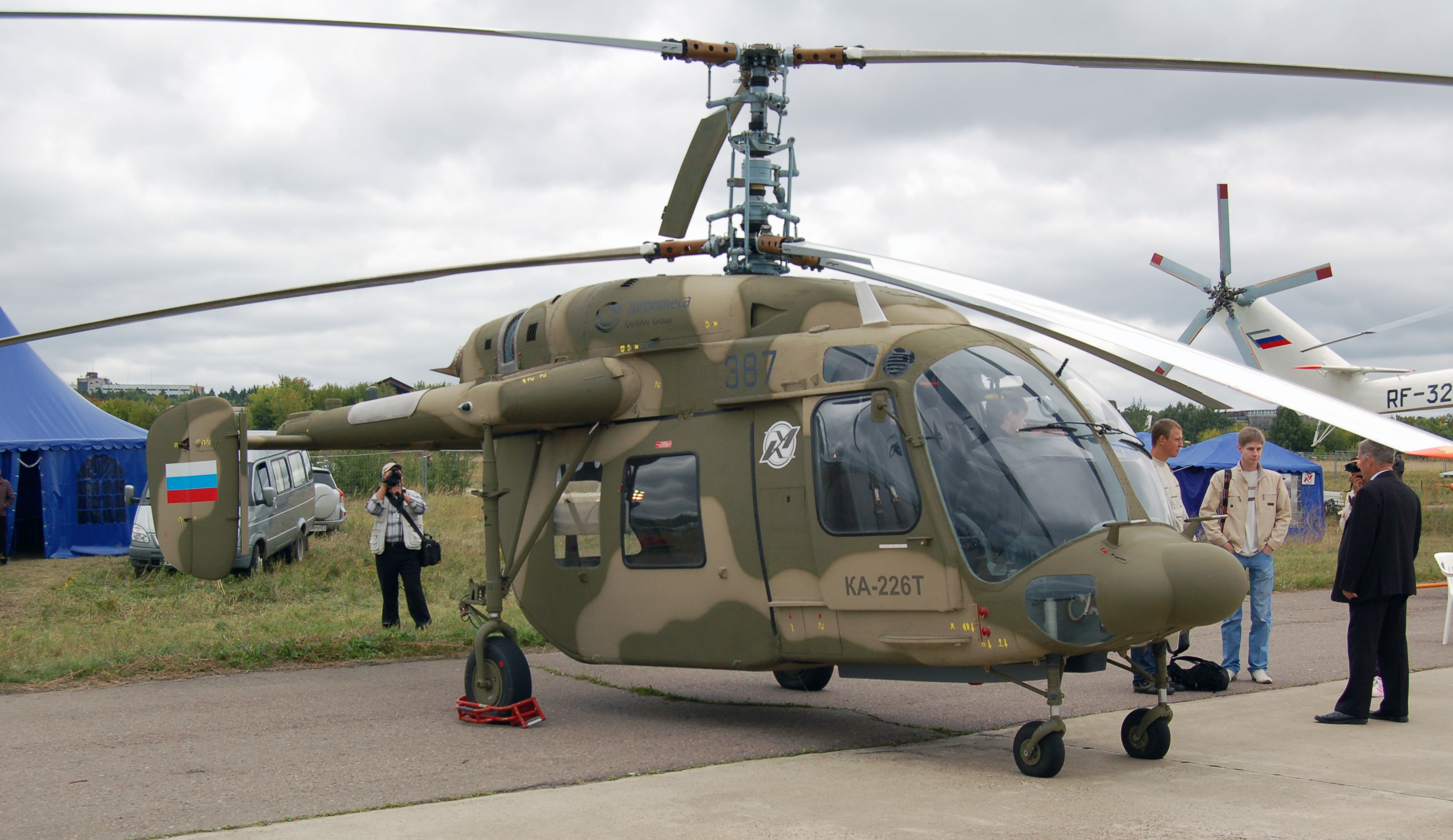
Ka-226T con contenedor de misión en el MAKS de 2009.

El diseño es un refinamiento del ampliamente probado en el Ka-26, con contenedores de misión intercambiables en lugar de una cabina convencional, permitiendo el uso de varias configuraciones de equipamiento o de alojamiento. Con respecto al Ka-26, la parte frontal se ha modificado para obtener mayor visibilidad, y la cabina de pasajeros ha sido cambiada por completo. También incorpora un nuevo sistema de rotores y de transmisión, está construido en gran parte con materiales compuestos. Está equipado con los típicos rotores coaxiales del fabricante Kamov, eliminando la necesidad de un rotor de cola y haciendo de él un aparato muy maniobrable.

## Variantes
Para el Ministerio de Emergencias ruso se han desarrollado variantes de patrulla, búsqueda y rescate, evacuación médica y ayuda en emergencias. Por otra parte para el Gobierno Ruso se desarrollaron variantes para ambulancia aérea, policía, y lucha contra incendios.
- Ka-226A Helicóptero utilitario.
- Ka-226-50 Inicialmente fue descrita como una versión mejorada pero ahora parece ser que se aplica a todos los modelos estándar.
- Ka-226AG Variante específica para Gazprom. Solo se diferencia de los Ka-226 estándar en el conjunto de aviónica.[2]
- Ka-226T Esta variante, en lugar de los motores Rolls-Royce 250C, está equipada con los más potentes Turbomeca Arrius 2G2. Cada motor desarrolla una potencia de 670 HP, incrementando el techo de vuelo de la aeronave hasta cerca de los 7000 metros, y permitiendo una mejor operación a gran altitud y altas temperaturas.[3]
- Ka-226U : Variante de entrenamiento con controles duales.

## Operadores
Rusia

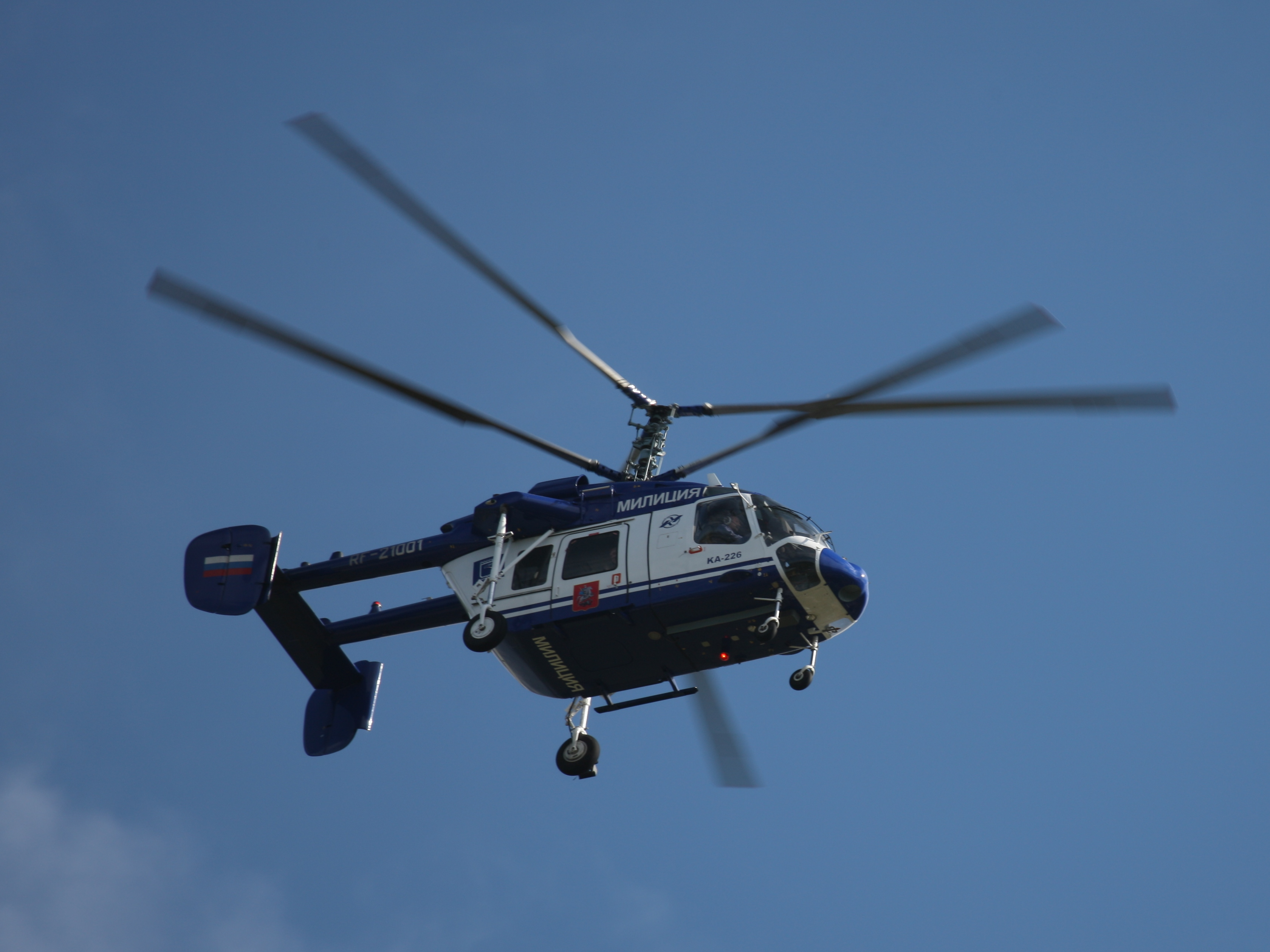
Ka-226 de la Policía de Moscú.

- Servicio Federal de Seguridad. El Servicio Federal de Seguridad ruso, que se encarga de la protección de fronteras, recibió una entrega de 2 helicópteros Ka-226. Además está considerando adquirir la versión Ka-226T, equipada con los motores más potentes Turbomeca Arrius 2G2.[4]

- Policía de Moscú. 2 helicópteros Ka-226.[4]

- Gazprom. La compañía de gas rusa (el mayor extractor de gas natural del mundo) utiliza varios Ka-226 designados Ka-226AG.[2] Recibieron un lote inicial de 14 helicópteros durante 2007.[4]

 Jordania
- Real Fuerza Aérea Jordana. Jordania firmó un contrato para adquirir 6 helicópteros Ka-226 por 25 millones de dólares. Serán parcialmente ensamblados en Jordania en la planta de ensamblaje de helicópteros ruso-jordana Oboronprom Middle East. La venta supone un avance de la industria de helicópteros rusa ya que anteriormente Jordania solo adquiría helicópteros de fabricación occidental.[5]

## Especificaciones (Ka-226A)
Referencia datos: www.kamov.ru.

### Características generales
- Tripulación: 1 piloto
- Capacidad: 9 pasajeros
- Carga: 1.400 kg internamente o 1.500 kg externos mediante eslinga
- Longitud: 8,1 m
- Diámetro rotor principal: 13 m
- Altura: 4,15 m
- Peso máximo al despegue: 3.400 kg
- Planta motriz: 2× Turboeje Rolls-Royce Allison 250-C20R (SR).
  - Potencia: 335 kW 450 HP cada uno.

### Rendimiento
- Velocidad máxima operativa (Vno): 205 km/h
- Velocidad crucero (Vc): 195 km/h
- Alcance: 965 km
- Techo de vuelo: 6.200 m (20.300 ft)

### Desarrollos relacionados
- Kamov Ka-26
- Kamov Ka-126

### Aeronaves similares
- Kaman K-MAX